# هرمیتاژ (پنسیلوانیا)
هرمیتاژ (به انگلیسی: Hermitage) شهری در ایالت پنسیلوانیا کشور ایالات متحده آمریکا است که جمعیت آن در سرشماری سال ۲۰۱۰ میلادی، ۱۶٬۲۲۰ نفر بوده‌است.